# Janka Bryl
Janka Bryl, celým jménem Ivan Antonovič Bryl (Янка Брыль, 4. srpna 1917 Oděsa – 25. července 2006 Minsk) byl běloruský spisovatel.
Vyrůstal ve vesnici Zahorje nedaleko Karelič, která tehdy patřila Polsku, od roku 1938 publikoval básně a povídky v časopise Szlach moładzi. Za druhé světové války bojoval v polské armádě, upadl do německého zajetí, uprchl a přidal se k partyzánům. Vydával odbojářské časopisy, po válce byl redaktorem v nakladatelství a v roce 1945 se stal členem Svazu sovětských spisovatelů. Byl také poslancem Nejvyššího sovětu Běloruské sovětské socialistické republiky.
Jeho knihy se zabývají především tématem války a odboje, jsou oceňovány pro psychologický pohled a poetický jazyk. Do češtiny byl přeložen autobiografický román Ptáci a hnízda a sbírka povídek Poslední setkání. Janka Bryl také překládal do běloruštiny polské a ruské spisovatele (Eliza Orzeszkowa, Tadeusz Różewicz, Julian Kawalec, Maxim Gorkij, Pavel Bažov).
V roce 1952 mu byla udělena Stalinova cena, v roce 1981 získal titul národního spisovatele Běloruska a v roce 1985 Řád vlastenecké války. V roce 1994 byl přijat do Běloruské národní akademie věd.
Jeho vnukem je spisovatel Anton Francišak Bryl.